# 武威秋海棠
武威秋海棠（学名：Begonia buimontana）是秋海棠科秋海棠属的植物，是台灣的特有植物。分布在台灣本島，生长于海拔1,000米至1,600米的地区，目前已由人工引种栽培。